# Прусьце
Прусьце (пол. Pruśce) — село в Польщі, у гміні Роґозьно Оборницького повіту Великопольського воєводства.
Населення — 549 осіб (2011).
У 1975-1998 роках село належало до Пільського воєводства.

## Демографія
Демографічна структура станом на 31 березня 2011 року:
|          | Загалом | Допрацездатний вік | Працездатний вік | Постпрацездатний вік |
| -------- | ------- | ------------------ | ---------------- | -------------------- |
| Чоловіки | 285     | 74                 | 186              | 25                   |
| Жінки    | 264     | 67                 | 158              | 39                   |
| Разом    | 549     | 141                | 344              | 64                   |